# Korstmosspanner
De korstmosspanner (Cleorodes lichenaria) is een nachtvlinder uit de familie Geometridae, de spanners. De voorvleugellengte bedraagt tussen de 14 en 18 millimeter. De soort komt verspreid over Europa voor. Hij overwintert als rups.

## Waardplanten
De korstmosspanner heeft als waardplanten diverse korstmossen op bomen.

## Voorkomen in Nederland en België
De korstmosspanner is in Nederland en België een zeer zeldzame soort uit de kuststreek en het uiterste zuiden. De vlinder kent jaarlijks één generatie die vliegt van juni tot in augustus.